# Raíz mixta
Los sistemas de numeración de raíz mixta (o también base combinada) son sistemas de numeración posicionales no estándar en los que la base o raíz varía de una posición a otra. Tal representación numérica es ventajosa cuando se quieren representar unidades que son equivalentes a otras pero tienen diferente ratio. Por ejemplo, 32 semanas, 5 días, 7 horas, 45 minutos, 15 segundos y 500 milisegundos podrían escribirse en minutos en una notación de raíz mixta como:
```
...  32, 5,  7, 45; 15,  500
... 52, 7, 24, 60; 60, 1000
```

o como
3252577244560.15605001000
En el formato tabular, los dígitos son escritos sobre su base y un punto y coma es usado para indicar el punto de base. En formato numeral, cada dígito tiene su base asociada adjunta como subíndice y la posición del punto de base es indicado por un punto.

## Ejemplos
Un sistema de numeración de base mixta puede ser más fácilmente comprendido usando un resumen por columnas. El sistema más habitual para escribir los 604800 segundos de una semana empezanndo por la medianoche del domingo es como sigue:
| Raíz:                            | 7                                                                        | 2                                                                        | 12                                                                       | 60                                                                       | 60                                                                       |
| Denominación:                    | día                                                                      | medio día                                                                | hora                                                                     | minuto                                                                   | segundo                                                                  |
| Valor de la posición (segundos): | 86400                                                                    | 43200                                                                    | 3600                                                                     | 60                                                                       | 1                                                                        |
| Traducción de los dígitos …      |                                                                          |                                                                          |                                                                          |                                                                          |                                                                          |
| día:                             | 0=Domingo, 1=Lunes, 2=Martes, 3=Miércoles, 4=Jueves, 5=Viernes, 6=Sábado | 0=Domingo, 1=Lunes, 2=Martes, 3=Miércoles, 4=Jueves, 5=Viernes, 6=Sábado | 0=Domingo, 1=Lunes, 2=Martes, 3=Miércoles, 4=Jueves, 5=Viernes, 6=Sábado | 0=Domingo, 1=Lunes, 2=Martes, 3=Miércoles, 4=Jueves, 5=Viernes, 6=Sábado | 0=Domingo, 1=Lunes, 2=Martes, 3=Miércoles, 4=Jueves, 5=Viernes, 6=Sábado |
| medio día:                       | 0=AM, 1=PM                                                               | 0=AM, 1=PM                                                               | 0=AM, 1=PM                                                               | 0=AM, 1=PM                                                               | 0=AM, 1=PM                                                               |
| hora:                            | 0 se escribe como "12" (!)                                               | 0 se escribe como "12" (!)                                               | 0 se escribe como "12" (!)                                               | 0 se escribe como "12" (!)                                               | 0 se escribe como "12" (!)                                               |

En este sistema numérico, el número de base combinada 371251251605760 segundos sería interpretado como 05:51:57 p. m. del miércoles, y 070201202602460 serían las 12:02 :24 a. m. del domingo. La utilización ad hoc de números en raíz mixta son muy comunes.
Un segundo ejemplo de un sistema de numeración de raíz mixta de uso corriente es el de la moneda
donde un pequeño grupo de diferentes cantidades en billetes o monedas se imprimen con el objetivo de representar cualquier cantidad monetaria; la cantidad de dinero puede ser obtenida con el número correcto de monedas o billetes de cada valor. Cuando se decide que valores se craran (es decir, qué raíces a combinar) se debe encontrar un compromiso entre el número mínimo de diferentes valores y el mínimo número de piezas individuales requeridas para representar las cantidades típicas. Así, por ejemplo, en Europa, los billetes son impresos con valores de 50€, 20€, 10€ y 5€ y las mmonedas pueden ser de 2, 1, 0.5, 0.2, 0.1, 0.05, 0.02 y 0.01 céntimos de euro. 
Un ejemplo histórico del uso de un sistema de numeración de base compuesta es el sistema de numeración maya, en el que generalmente se usaba la base-20, excepto para la segunda posición (de "10" a "19" en decimal) que era base-18, de manera que usando solo las dos primeras posiciones se podía contar hasta 360 (una aproximación del número de días del año).

## Manipulación
Los números escritos en una misma base combinada pueden ser manipulados usando métodos de aritmética manual. La conversión de un número en raíz mixta a una raíz mixta diversa es fácimente realizable primero convirtiendo los valores de posición de un sistema en los del otro y luego calculando los dígitos desde el primer sistema sobre este.
El APL incluye operadores de conversión entre diferentes sistemas de numeración de bases combinadas.

## Sistema de numeración basado en factoriales
Una propuesta interesante es el sistema de raíz mixta factorádico:
| raíz:                 | 8    | 7   | 6   | 5  | 4  | 3  | 2  |
| valor de la posición: | 7!   | 6!  | 5!  | 4! | 3! | 2! | 1! |
| decimal:              | 5040 | 720 | 120 | 24 | 6  | 2  | 1  |

Por ejemplo, el número mayor que puede representarse con seis dígitos sería 543210 que equivale a 719 en decimal: 5×5! + 4×4! + 3×3! + 2×2! + 1×1! Puede no ser obvio a primera vista pero el sistema de numeración de base mixta basado en factoriales es un sistema no ambiguo y completo. Cada número puede ser reprensentado de una y solo una manera porque la suma de sus respectivos factoriales multiplicada por el índice es siempre el siguiente factorial menos uno:
{\displaystyle \sum _{i=0}^{n}(([i+1]+1)-1)\cdot ([i]+1)!=([n+1]+1)!-1}
Existe una relación natural entre los enteros 0, ..., n! − 1 y las permutaciónes de n elementos en orden lexicográfico, cuando los enteros son expresados en base factorádica.
La ecuación anterior es un caso particular de la regla general a seguir para cualquier base (estándar o combinada) que expresa el hecho de que cualquier base es no ambigua y completa. Cada número puede ser representado de una y solo una manera porque la suma de sus respectivos pesos multiplicados por el índice es siempre igual al siguiente peso menos uno:
{\displaystyle \sum _{i=0}^{n}(m_{i+1}-1)\cdot M_{i}=M_{n+1}-1}, dónde {\displaystyle M_{i}=\prod _{j=1}^{i}m_{j},m_{j}>1,M_{0}=1},
que puede ser fácilmente demostrado por inducción matemática.

## Base primorial
Otra interesante propuesta es un sistema de base primorial:
| raíz:                 | 17       | 13       | 11      | 7       | 5       | 3       | 2       |
| valor de la posición: | (p6=13)# | (p5=11)# | (p4=7)# | (p3=5)# | (p2=3)# | (p1=2)# | (p0=1)# |
| decimal:              | 30030    | 2310     | 210     | 30      | 6       | 2       | 1       |

{\displaystyle \sum _{i=0}^{n}(p_{i+1}-1)\cdot p_{i}\#=p_{n+1}\#-1} donde {\displaystyle p_{i}\#=\prod _{j=1}^{i}p_{j}}, and pj = jth prime, p0# = p0 = 1.